# DVD-D
DVD-Ds, também referidos como DVDs descartáveis, são um tipo de disco de vídeo digital que é arquitetado para uso em até 48 horas após a abertura do compartimento de armazenagem. Depois deste tempo, os DVDs tornam-se ilegíveis para aparelhos de DVD pois eles contêm uma química que, após certo período de tempo, vai prevenir os dados de serem lidos pelos drives de DVD. A mídia em si é neutra em relação a proteção de cópias, e não requer instalação de tipos adicionais de aplicações DRM para o conteúdo ser acessível.
A tecnologia usada para os DVD-Ds é diferente daquelas para DVDs descartáveis anteriores: os DVD-Ds têm uma reserva na área central do disco, onde fica contido o agente químico. Quando o disco gira pela primeira vez, o agente químico move-se, e entra em contato com a camada refletora do disco. Após aproximadamente 48 horas, a camada refletiva torna-se ilegível, pois não reflete mais o laser do leitor.